# ロン・ウォンサワン
ロン・ウォンサワン（’รงค์ วงษ์สวรรค์, 1932年5月20日 - 2009年3月15日）はタイ王国の小説家。1995年に、文学部門におけるタイ王国国家芸術家の指定を受ける。

## 略歴
ロン・ウォンサワンは、1932年5月20日 チャイナート県の出身。新聞のコラム、短編小説、長編小説、ノンフィクションなど様々な文学作品を残しており、古語を用いながらも現代的なモチーフを描く作風を持っている。ペンネームはロン・ウォンサワン（’รงค์ วงษ์สวรรค์）。ペンネームの初めにはアポストロフィーが入る。これは本名 ナロン・ウォンサワン（ณรงค์ วงษ์สวรรค์）の初めの一文字を省略したことを示している。2009年3月15日にチェンマイ県テープパンヤー病院にて脳溢血のため死去。

## 作品
- 『ナーウ・プー・イン』（หนาวผู้หญิง：「恋しくて」）（1960）ISBN 9789740201151
- 『タオ・アーロム』（เถ้าอารมณ์）（1960）
- 『ファイ・アーイ』（ไฟอาย:「羞恥」）（1960）ISBN 9747027232
- 『サニム・ソーイ』（สนิมสร้อย：「いくじなし」）（1961） ISBN 9748429237
- 『ボン・タノン・コーン・クワーン・ペン・ヌム』（บนถนนของความเป็นหนุ่ม:青春の路上）（1961）
- 『サニム・クルンテープ』（สนิมกรุงเทพฯ:「バンコクの錆び」）（1961）
- 『パック・パオ・ガップ・チュラー』（ปักเป้ากับจุฬา：「雌凧と雄凧」）（1962）
- 『バーン・ラムプー・スクウェア』（บางลำพูสแควร์：「バーンラムプー・スクウェア」）（1962） ISBN 9747521024
- 『クーン・ラック』（คืนรัก:「愛の夜」）（1962）　ISBN 9743224157
- 『セープレーボーイ・バントゥック』（เสเพลบอยบันทึก:「プレイボーイ録」）（1963）
- 『ポー・バーン・ニー・ティヤウ』（พ่อบ้านหนีเที่ยว:「父の逃亡」）（1963）
- 『タイ・トゥン・バー・コーングリート カブワン・ヌン』（ใต้ถุนป่าคอนกรีต ขบวนหนึ่ง:「コンクリート・ジャングルの下で 第１巻」）（1968）ISBN 9743221883
- 『ホーム・ドーク・プラドゥワン』（หอมดอกประดวน:「プラドゥワン花の香り」[1]）（1968）ISBN 9789744750839
- 『ニラート・ディップ』（นิราศดิบ：「未完成流浪記」）（1968）
- 『セープレーボーイ・チャーウ・ライ』（เสเพลบอยชาวไร่：農家のプレイボーイ）（1969）ISBN 9748429288
- 『プー・ミー・イーゲー・ナイ・フアヂャイ』（ผู้มียี่เกในหัวใจ:「心の中にドラマを持つもの」）（1969）ISBN 9748429296
- 『フア･ヂャイ・ティ・ミー・ティーン』（หัวใจที่มีตีน：「足のついた心」）（1969）
- 『タイ・トゥン・バー・コーングリート カブワン・ソーン』（ใต้ถุนป่าคอนกรีต ขบวนสอง:「コンクリート・ジャングルの下で 第２巻」）（1969）ISBN 9743221921
- 『ロン・グリン・ガンチャー』（หลงกลิ่นกัญชา:「大麻中毒」）（1969）ISBN 9748571998
- 『フォン・サー・ファー・モン』（ฝนซาฟ้าหม่น：「小雨曇り空」）（1970）
- 『ナーム・カーン・ブアン・デート』（น้ำค้างเปื้อนแดด:「夜露は陽をにじませる」）（1971）ISBN 9747572273
- 『アイ・マレーンワン・ティー・ラック』（ไอ้แมลงวันที่รัก:「親愛なる蝿公」）（1971）
- 『デーン・ラウィー』（แดง รวี：「デーン・ラウィー」）（1971）ISBN 9743225064
- 『ナーム・ドーク・マイ』（หนามดอกไม้：「花の棘」）（1971）
- 『タイ・トゥン・バー・コーングリート カブワン・サーム』（ใต้ถุนป่าคอนกรีต ขบวนสาม:「コンクリート・ジャングルの下で 第３巻」）（1971）
- 『00.00　ノー』（00.00 น.:「00:00時」）（1972）
- 『ピーン・タリン』（ปีนตลิ่ง:「川岸を上る」）（1972） ISBN 9747520753
- 『ドンジャイ・プムリン』（ดลใจภุมริน：「ドンジャイ・プムリン」）（1972）
- 『バーン・ニー・ミー・ホーン・ベーン・ハイ・チャオ』（บ้านนี้มีห้องแบ่งให้เช่า:「貸し部屋のある家」）（1972）
- 『ナック・レーン　ゴーメーン』（นักเลง โกเมน：「無頼漢のゴーメーン」）（1973）ISBN 9743227628
- 『クルンテープ・ロッチャナー』（กรุงเทพฯ รจนา：「バンコク物語」）（1973）ISBN 9748937186
- 『サッタヒープ：ヤン･マイ・ダイ・ミー・ラー・ゴーン』（สัตหีบ : ยังไม่มีลาก่อน:「サッタヒープ：いまだ終わらず」）（1973）*サッタヒープ：ヴェトナム戦争時に米軍が利用した軍港のルポルタージュ的作品
- 『タークリー：ナム・ター・マイ・ミー・シヤン・ローン・ハイ』（ตาคลี : น้ำตาไม่มีเสียงร้องไห้:「タークリー：無言の涙」）（1973）*タークリー：ナコーンサワン県の一郡、かつて米軍が利用した軍飛行場のルポルタージュ的作品
- （ชุมทางพลอยแดง）（สารคดี）（1973）
- （นาฑีสุดท้ายทับทิมดง）（1973）
- （อเมริกันตาย）（1974）
- （แม่ม่ายบุษบง）（1974）ISBN 9743153233
- （คึกฤทธิ์แสบสันต์）（1975）
- （23 เรื่องสั้น）（1975）
- （ไม่นานเกินรอ）（1975）
- （น้ำตาสองเม็ด）（1975）
- （ความหิวที่รัก）（1975）
- （มาเฟียก้นซอย）（1975）
- （๒๘ ดีกรีเที่ยงวัน บรั่นดีเที่ยงคืน）（ハムノーイ（หำน้อย）との共著）（1975）
- （ดอกไม้ในถังขยะ）（1975）
- （จากแชมเพญถึงกัญชา）（1976）
- （ขี่ม้าชมดอกไม้）（1976） ISBN 9747804689
- （จากโคนต้นไม้ริมคลองถึงป่าคอนกรีต）（1976）ISBN 9743224467
- （2 นาฑีใต้แสงดาวแดง）（1976）
- （ปักกิ่ง-กรุงเทพฯ）（1976）
- （ซูสีไทเฮา）（1976）
- （กัญชาธิปไตย）（1976）
- （ดอกไม้และงูพิษ）（1977）
- （ยินโทนิค 28 ดีกรี）（1977）
- （แอลกอฮอลิเดย์）（1978）
- （เบื้องข้างพันเอกณรงค์ กิตติขจร）（1978）
- （บนหลังหมาแดดสีทอง）（1978）
- （ผู้ดีน้ำครำ 1）（1978）
- （’รงค์ วงษ์สวรรค์ แสบสันต์）（1978）
- （แกงส้มผักบุ้ง 22.00น.）（1978）
- （ผู้ดีน้ำครำ 2）（1979）
- （บักหำน้อย ซ้ายปลาร้าขวาเนย）（1982）
- （สาหร่ายปลายตะเกียบ）（1982）
- （นินทากรุงเทพฯ บุหลันลบแสงสุรยา-บรูไน）（1984）
- （ระบำค้อนเคียว）（1984）
- （ลมหายใจสงคราม）（1984）
- （ไสบาบานักบุญในนรก）（1985）
- （สามเหลี่ยมในวงกลม）（1986）
- （สารคดีไฉไลคลาสสิค）（1988）
- （ครูสีดา）（1988） ISBN 9747115417
- （ผกานุช บุรีรำ）（1992） ISBN 9747572842
- （ดอกไม้ดอลล่าร์）（1993） ISBN 9747572028
- （ระบำนกป่า）（1993）
- （พูดกับบ้าน）（1993） ISBN 9747572036
- （ขุนนางป่า）（1993） ISBN 9747049104
- （แมงบาร์） （1994）ISBN 9747572559
- （2 นาฑีบางลำพู）（1995）
- （บูชาครูนักเลง）（1995）
- （บาลีนีส์ทัดดอกลั่นทม）（1995）ISBN 9747572141
- （ดอกไม้ในถังขยะ）（1995）
- （พรานล่าอารมณ์ขัน）（1995）
- （คึกฤทธิ์ ปราโมช ในเงาเวลาของ ’รงค์ วงษ์สวรรค์）（1996）ISBN 9747115972
- （บนถนนอากาศ）（1996）
- （กินหอมตอมม่วน）（1997） ISBN 9743226346
- （เมนูบ้านท้ายวัง）（1999） ISBN 9748211762
- （เงาของเวลา）（1999） ISBN 9748211789
- （นอนบ้านคืนนี้）（1999）ISBN 9748429024
- （ลมบาดหิน）（1999）
- （นินทา ฯพณฯ สากกะเบือ）（2001）
- （นินทานายกรัฐมนตรี）（2001） ISBN 9747520044
- （โคบาลนักเลงปืน:American Wild West）（2001） ISBN 9743220704
- （หงา คาราวาน เงา-สีสันของแดด）（2001）
- （อเมริกา -อเมริกู）（2001）ISBN 974-321-944-7
- （มาดเกี้ยว）（2002）
- （ฝนเหล็ก -- ไฟปืน '๓๕）（2003）ISBN 9747521717
- （นาฑีสุดท้ายทับทิมดง）（2003）
- （บักสี อีจำปา）（2004）ISBN 9743231951

（『』すでに出版されている訳題、「」：仮訳題）

## 翻訳
- 『紳士的な殺し屋少年』　『現代タイ国短編小説集』スチャート・サワッシー編（1984） 岩城雄次郎訳 井村文化事業社　ASIN　B000J72MXW

## 映画
- 「サニム・ソーイ」　（タイ語:สนิมสร้อย　英語題:Feathers of Passion）（2003）　監督：ジャルーン・ワーンタナスィン（จรูญ วรรธนะสิน）制作／ファイブスタープロダクション（バンコク）出演：パティンヤー・トーンシー（ปติญญา ทองศรี）、チャーニット・ヤイサムー（ฌานิศ ใหญ่เสมอ）など